# Lisa Atwood
Lisa Atwood est un personnage de fiction du feuilleton télévisé Grand Galop. Il est interprété par l'actrice Lara Jean Marshall dans les deux premières saisons, puis par Ariel Kaplan dans la saison 3.

## Le personnage
Lisa a 12 ans et elle est une très bonne élève. En plus de ses cours d'équitation, Lisa fait aussi de la danse classique, de la clarinette, du dessin et du tennis. Sa mère exige d'elle qu'elle soit la meilleure dans tout ce qu'elle fait. Lisa en devient donc perfectionniste. Elle aime beaucoup les chevaux et se balader à cheval avec Steph et Carole. Les gens pensent d'elle qu'elle est attentionnée, compréhensive et de confiance. Son cheval attitré est Prancer, une jument pur-sang alezane. Au début, Prancer avait un tendon cassé; mais avec tout l'amour que Lisa lui a donné, elle s'en est vite remise.

## Histoire avec différents chevaux
- Lisa monta lors de ses premiers cours un double-poney, Patch (saison 1).
- Après avoir remarqué que Lisa s'était améliorée, Max lui fit monter Prancer. Elle la monte dans tous les épisodes de la saison 2 et 3.
- Lors de la saison 2, Lisa rencontra Rafael, le propriétaire de Diablo. Après l'avoir acheté, Lisa le remet en liberté, comme il l'a toujours été. Elle va le revoir dans la saison 3, et va aussi le remettre en liberté.
- Aussi dans la saison 2, elle va faire recueillir Storm, un cheval d'un refuge pour animaux, au Pin Creux. Elle va s'en occuper et l'apprivoiser avec l'aide de Bob.